# La Laguna, Eduardo Neri
La Laguna är en ort i Mexiko.   Den ligger i kommunen Eduardo Neri och delstaten Guerrero, i den södra delen av landet, 200 km söder om huvudstaden Mexico City. La Laguna ligger 1 958 meter över havet och antalet invånare är 377.
Terrängen runt La Laguna är huvudsakligen kuperad, men åt nordost är den bergig. La Laguna ligger uppe på en höjd. Runt La Laguna är det ganska glesbefolkat, med 34 invånare per kvadratkilometer. Närmaste större samhälle är Chichihualco, 11,0 km sydost om La Laguna. I omgivningarna runt La Laguna växer huvudsakligen savannskog.